# Hydrophis platurus
Pour les articles homonymes, voir Pelamis et Pélamide (poisson).
Espèce
Synonymes
- Anguis platura Linnaeus, 1766
- Hydrophis platura (Linnaeus, 1766)
- Pelamis platurus (Linnaeus, 1766)
- Pelamis platura (Linnaeus, 1766)
- Hydrus bicolor Schneider, 1799
- Pelamis schneideri Rafinesque, 1817
- Hydrophis pelamis Schlegel, 1837
- Pelamis ornata Gray, 1842
- Pelamis bicolor var. variegata Duméril, Bibron & Duméril, 1854
- Pelamis bicolor var. sinuata Duméril, Bibron & Duméril, 1854
- Hydrophis bicolor var. alternans Fischer, 1855

Statut de conservation UICN

 LC  : Préoccupation mineure
Hydrophis platurus est une espèce de serpent marin de la famille des Elapidae. En français il peut être nommé Pélamide ou Pélamide bicolore ou Serpent marin noir et jaune.

## Description

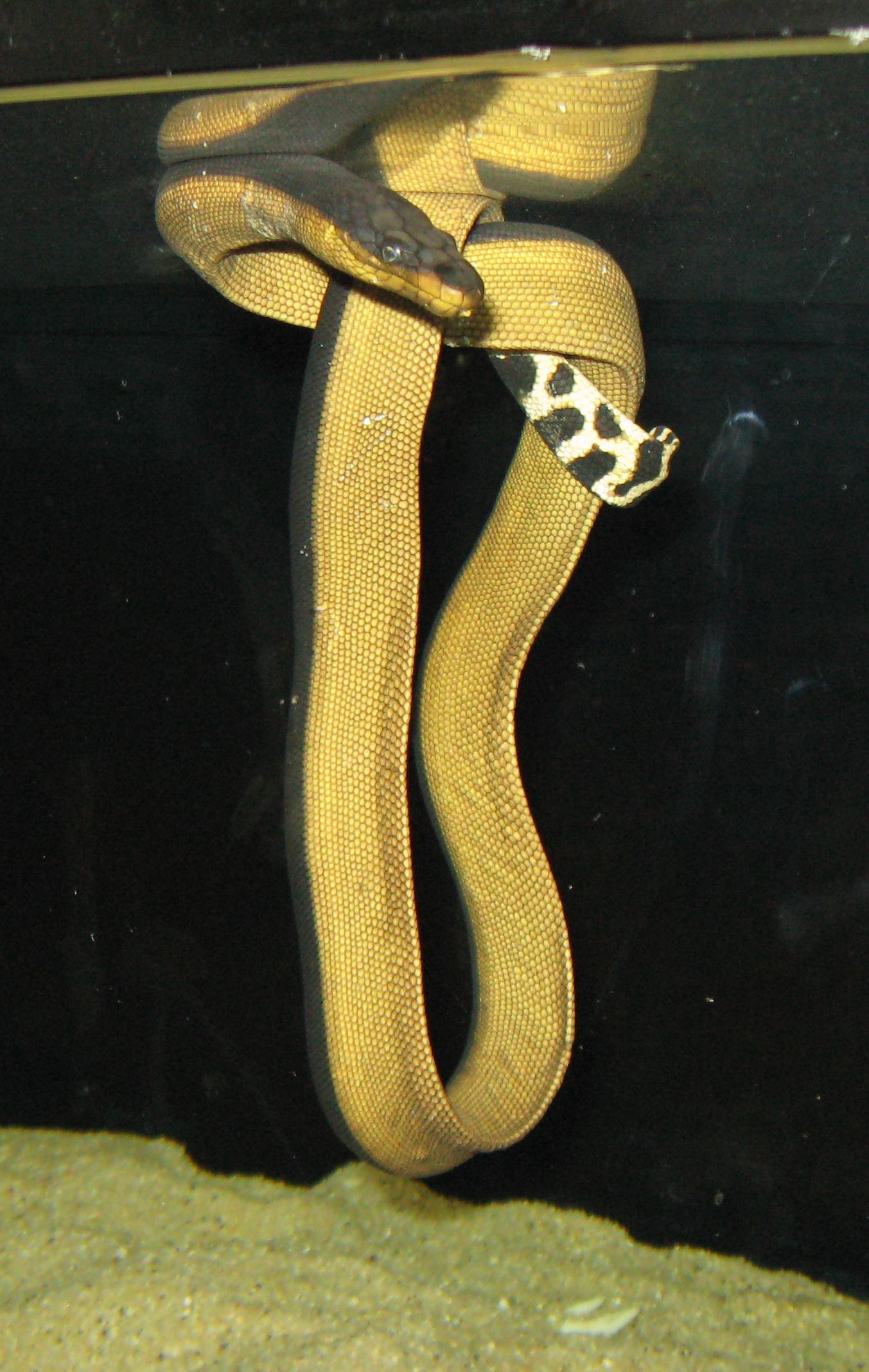
Pélamide dans un aquarium public d'Auckland, Nouvelle-Zélande

Hydrophis platura mesure jusqu'à 1,10 m de long. Le mâle mesure couramment 70 cm et la femelle 90 cm. C'est un serpent marin venimeux et pélagique. 
Son corps est très aplati latéralement, avec un dos noir et un ventre jaune vif. La queue est généralement plus claire, avec de gros points noirs. 
Il est ovovivipare et donne naissance entre 2 et 8 petits serpenteaux de 25 cm aussitôt actifs .
Il peut plonger jusqu'à 50 m de profondeur et faire des apnées de 3 heures et demie.
Il semble n'avoir que peu de prédateurs à part les requins, les crocodiles et les mammifères marins.

## Alimentation et morsure
Ce serpent se nourrit essentiellement de petits poissons et de larves, qu'il chasse à l'affût sous les objets flottants et les sargasses.  
Le serpent noir et jaune n'est pas agressif pour l'Homme, et n'a aucune raison d'attaquer : en cas de rencontre il préférera toujours fuir plutôt que de se battre. Il pourra en revanche se défendre s'il est attrapé et menacé, en tentant une morsure défensive, contenant une dose plus ou moins importante de venin suivant l'ampleur de la menace. En grande quantité, ce venin peut être dangereux pour l'Homme, voire mortel dans certains cas. Cependant, les accidents demeurent extrêmement rares : outre la faible fréquence des rencontres et le fait que les morsures ne sont presque jamais imméritées, la bouche de ces serpents est très petite (adaptée à la consommation de petits poissons), et l'amplitude d'ouverture n'est souvent pas suffisante pour effectuer une morsure. En cas de morsure, les symptômes mettent plusieurs heures à apparaître, et sont relativement bien soignés de nos jours en hôpital. 
Ce serpent, très adapté à la nage, est particulièrement lent et pataud sur la terre ferme, qu'il ne fréquente presque jamais, l'intégralité du cycle de vie et de reproduction ayant lieu en pleine mer. 

## Habitat et répartition
Ce serpent est pélagique : il vit presque toujours en pleine mer, très au large, et ne s'approche que très rarement des côtes (surtout quand il est malade, notamment après les tempêtes). Ainsi, les rencontres avec l'homme sont extrêmement rares. Il apprécie les objets flottants et autres radeaux naturels (ou détritus flottants), dans lesquels il se cache pour guetter ses proies, par exemple de jeunes thons. 
Cette espèce marine est largement distribuée et très répandue dans les océans Indien et Pacifique ; il s'agit du serpent à l'aire de répartition la plus vaste. Le serpent marin noir et jaune se rencontre :
- dans l'océan Indien dans les eaux de Madagascar, de la Tanzanie, de la Somalie, des Émirats arabes unis, du Pakistan, de l'Inde, du Sri Lanka, des Maldives, de la Birmanie, de la Thaïlande, de la Malaisie ;
- dans l'océan Pacifique occidental dans les eaux du Viêt Nam, de la Chine, de Taïwan, de Corée, du Japon, de Russie, des Philippines, de l'Indonésie, de l'Australie, de la Papouasie-Nouvelle-Guinée, des Salomon, du Vanuatu, de Nouvelle-Calédonie, de Nouvelle-Zélande, des Fidji et de Nauru ;
- dans l'océan Pacifique oriental dans les eaux du Mexique, du Guatemala, du Honduras, du Salvador, du Nicaragua, du Costa Rica, du Panama, de Colombie, de l'Équateur et du Pérou ; échouages exceptionnels dans le sud de la Californie.

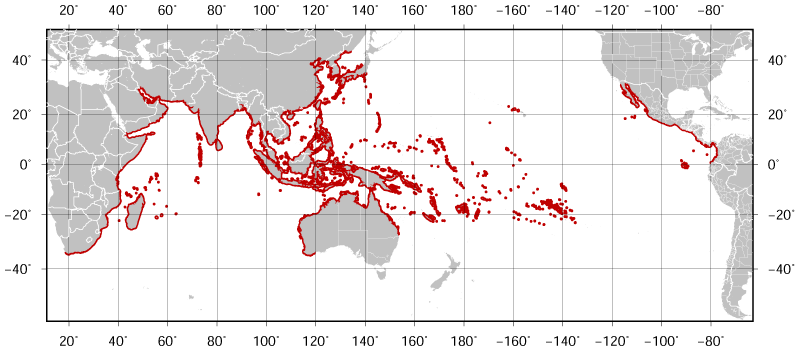
Carte de répartition.

## Taxinomie
Cette espèce a été placée dans le genre monotypique Pelamis en 1803 son inclusion dans Hydrophis a été confirmée par Sanders, Lee, Mumpuni, Bertozzi et Rasmussen en 2013.

## Publication originale
- Linnaeus, 1766 : Systema naturæ per regna tria naturæ, secundum classes, ordines, genera, species, cum characteribus, differentiis, synonymis, locis. Tomus I. Editio duodecima, reformata. Laurentii Salvii, Stockholm, Holmiae, p. 1-532.